# Luigi Mascilli Migliorini
Luigi Mascilli Migliorini (né à Naples en 1952) est un professeur universitaire et un historien italien, spécialisé dans l'époque napoléonienne.

## Biographie
Luigi Mascilli Migliorini enseigne actuellement à l'université de Naples « L'Orientale », à Naples. Au cours de sa vie il a remporté de nombreux prix littéraires.
Il est le directeur de la revue Rivista italiana di studi napoleonici, collaborateur de la page culture du quotidien La Nazione et du Il Sole 24 Ore ainsi que codirecteur de Rivista storica italiana.
Il a participé à l'écriture de Storia d'Italia sous la direction de Giuseppe Galasso.
En 2017, il participe à l'émission Secrets d'Histoire consacrée à Caroline Bonaparte, intitulée Caroline, née Bonaparte, épouse Murat, diffusée le 27 juillet 2017 sur France 2.

## Œuvres principales (traduites en français)
- Le mythe du héros - France et Italie après la chute de Napoléon
- Napoléon